# Ilja Kutepov
Ilja Olegovitj Kutepov (ryska: Илья Олегович Кутепов), född 29 juli 1993 i Stavropol, är en rysk fotbollsspelare som spelar för Veles Moskva. Han representerar även Rysslands fotbollslandslag.

## Karriär
Den 1 juli 2022 värvades Kutepov av Torpedo Moskva, där han skrev på ett ettårskontrakt med option på ytterligare ett år. I september 2023 värvades Kutepov av Veles Moskva.